# Memphis
Memphis je město v americkém státě Tennessee a hlavní sídlo Shelby County. Leží na jihozápadě Tennessee na březích řeky Mississippi, nachází se zde také velký říční přístav. Má rozlohu 763,4 km² a žije zde přibližně 633 tisíc obyvatel. Do druhé poloviny 10. let 21. století šlo o nejlidnatější město v Tennessee. Podle sčítání lidu z roku 2020 je Memphis 28. největším městem USA. Metropolitní oblast Memphisu s aglomerací má asi 1,23 miliónů obyvatel, jde o druhou největší metropolitní oblast v Tennessee, hned po oblasti města Nashville. Memphis je nejmladší ze všech významných měst tohoto státu, především ze čtyř největších.
Město bylo pojmenováno po staroegyptském hlavním městě Memfisu. 4. dubna 1968 zde byl na balkóně motelu Lorraine zavražděn Martin Luther King. V úterý 16. srpna 1977 zde byl nalezen na podlaze koupelny ve svém domě nazvaném Graceland král rock and rollu Elvis Presley.

## Demografie
V roce 2006 v Memphisu žilo více než 680 000 obyvatel. Podle sčítání lidu z roku 2010 zde žilo 646 889 obyvatel, podle sčítání z roku 2020 to bylo 633 104 obyvatel a podle odhadu z roku 2023 už pouze necelých 619 tisíc obyvatel.

### Rasové složení
- 29,4 % bílí Američané
- 63,3 % Afroameričané
- 0,2 % američtí indiáni
- 1,6 % asijští Američané
- 0,0 % pacifičtí ostrované
- 4,0 % jiná rasa
- 1,4 % dvě nebo více ras

Obyvatelé hispánského nebo latinskoamerického původu, bez ohledu na rasu, tvořili 6,5 % populace.

### Kriminalita
Podobně jako jiná velká města na americkém jihu má město problémy s násilnou kriminalitou. V roce 2005 byl Memphis vyhodnocen jako 4. nejnebezpečnější město v USA nad 500 000 obyvatel.

## Kultura, umění a školství

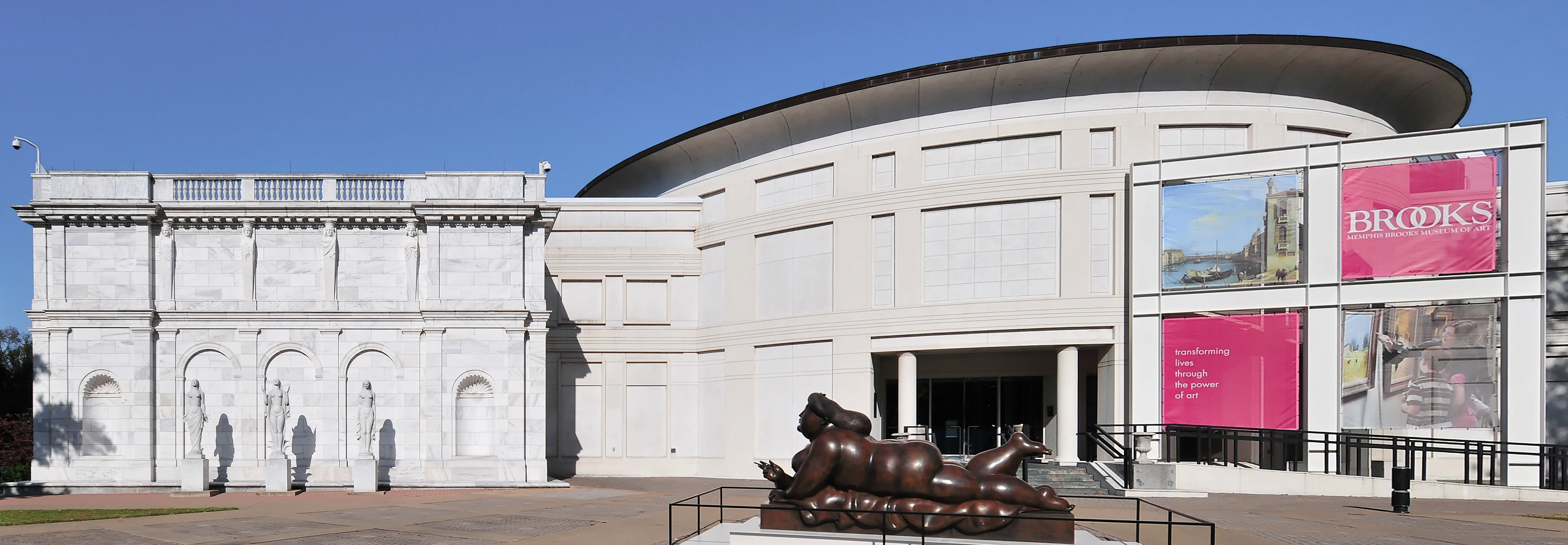
Memphis Brooks Museum of Art

- National Civil Rights Museum – muzeum lidských práv.
- Memphis Brooks Museum of Art – největší muzeum umění na americkém jihovýchodě.
- Dixon Gallery and Gardens – muzeum umění v anglickém parku, obrazy impresionistů (Monet, Degas a Renoir), sbírky porcelánu a cínu.
- Rock ’n’ Soul Museum  a Stax Records Museum, obě zaměřena na jižanskou hudbu.
- Chucalissa Archaeological Site and Museum etnologické a archeologické muzeum zdejších původních obyvatel a prvnívh přistěhovalců

- Každoroční kulturní událostí je festival umění Memphis in May, pořádaný v květnu.
- Univerzita byla založena roku 1912.

## Sport
Ve městě sídlí klub Memphis Grizzlies, který hraje nejvyšší basketbalovou soutěž NBA. Tým nastupuje k domácím utkáním v aréně FedExForum o kapacitě 18 119 diváků. Klub byl roku 2001 přestěhován z Vancouveru. Během své existence v Memphisu se klub většinou probojoval do playoff, kde byl s výjimkou tří ročníků vyřazen již v prvním kole.

## Rodáci
- Morgan Freeman (* 1937), režisér, herec, držitel Oscara
- Donald Dunn (1941–2012), baskytarista, hudební producent, skladatel a herec
- Aretha Franklinová (1942–2018), zpěvačka a skladatelka, „královna soulu“
- Kathy Batesová (* 1948), herečka, držitelka Oscara
- Ric Flair (* 1949), profesionální wrestler
- Cybill Shepherdová (* 1950), herečka, zpěvačka a bývalá modelka
- Michael Allen Baker (* 1953), vojenský pilot a astronaut
- Shannen Doherty (1971–2024), herečka
- Kristin Armstrongová (* 1973), bývalá silniční cyklistka, mistryně světa a zlatá medailistka
- Dan Schneider (* 1966), filmový producent, herec a scenárista
- Lisa Marie Presleyová (1968–2023), popová zpěvačka a textařka
- Juicy J (* 1975), rapper, producent
- Ginnifer Goodwin (* 1978), herečka
- Clementine Fordová (* 1979), herečka
- Justin Timberlake (* 1981), zpěvák
- Lucy Hale (* 1989), herečka a zpěvačka
- NLE Choppa (* 2002), rapper, zpěvák

## Galerie

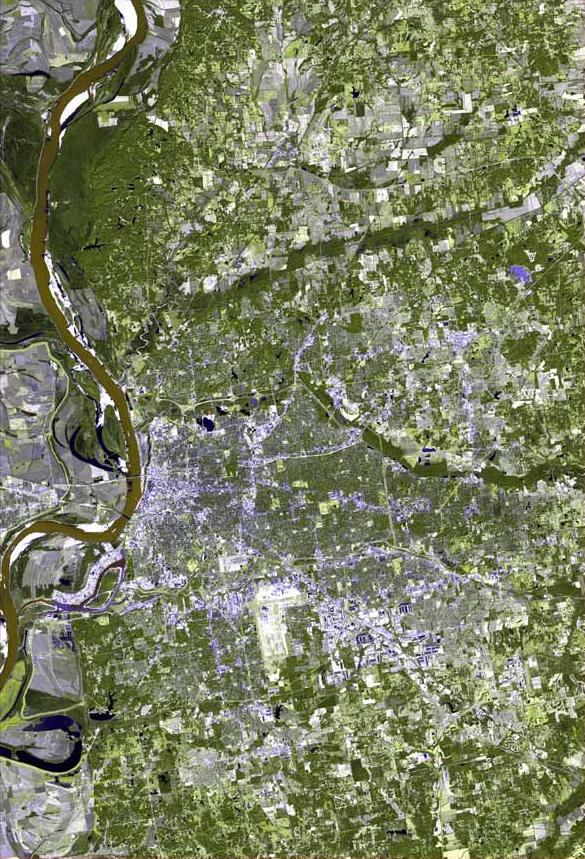
Satelitní snímek
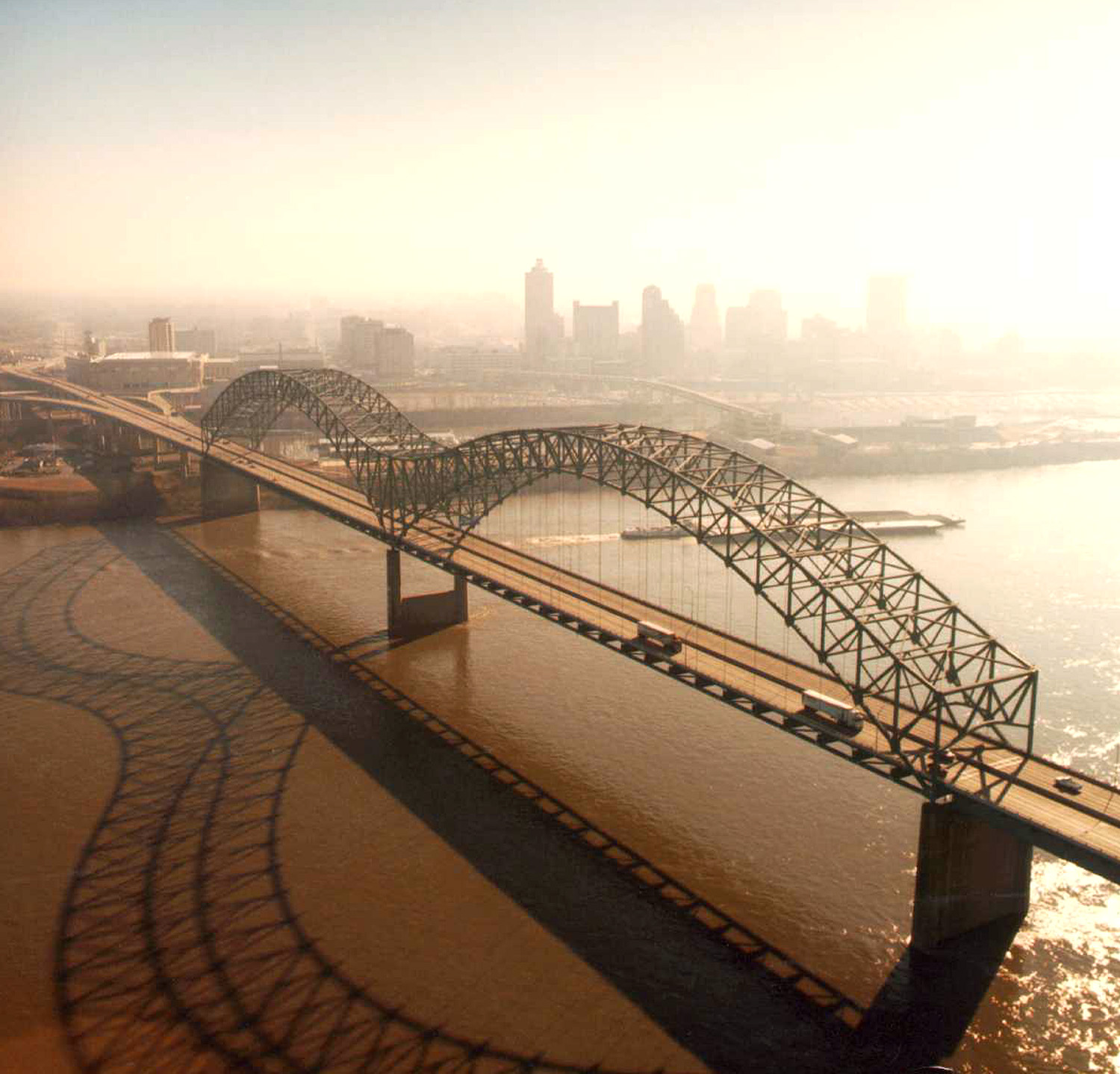
Most Hernando de Sota